# Eingreif
 (mai 2023).
Si vous disposez d'ouvrages ou d'articles de référence ou si vous connaissez des sites web de qualité traitant du thème abordé ici, merci de compléter l'article en donnant les références utiles à sa vérifiabilité et en les liant à la section « Notes et références ».

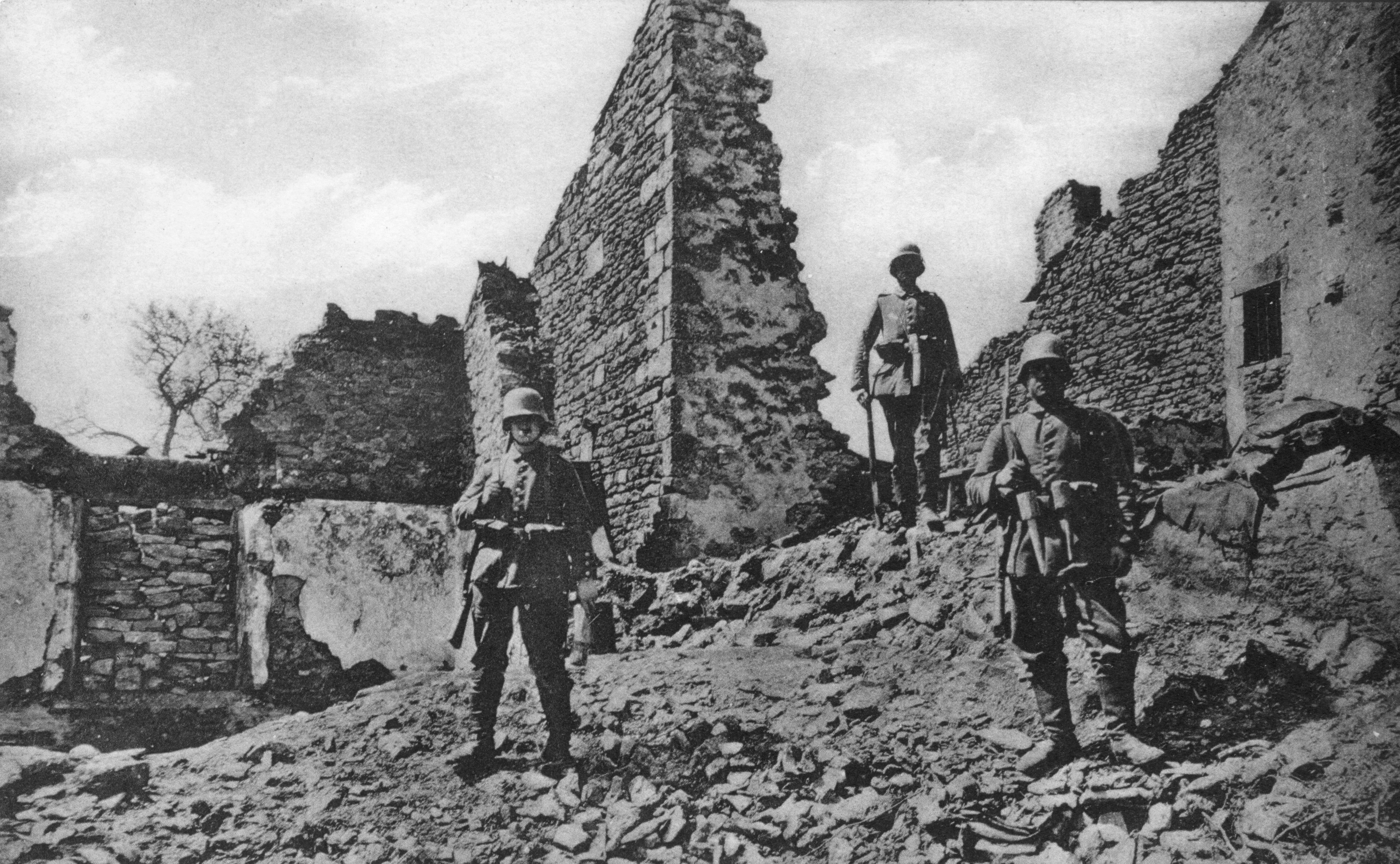
Bethincourt : Sturmtruppen.

Une division Eingreif (en allemand : Eingreifdivision) est une formation de l'armée allemande de la Première Guerre mondiale.
Ces divisions se sont développées en 1917 afin de mener des contre-attaques immédiates (Gegenstöße) contre les troupes ennemies qui ont fait irruption dans une position défensive tenue par une division de front (Stellungsdivision) ou de mener une contre-attaque méthodique (Gegenangriff) 24 à 48 heures plus tard. 